# Пери (окръг, Индиана)
Вижте пояснителната страница за други значения на Пери.
Окръг Пери (на английски: Perry County) е окръг в щата Индиана, Съединени американски щати. Площта му е 1000 km², а населението е 19 170 души (1 април 2020). Административен център е град Тел Сити.